# Farm VIP
A Farm VIP a TV2 2020. november 15-től futó reality műsora, a The Farm formátum megújított verziójában, ahol ismert emberek versenyeznek egymás ellen.

## Története
A műsor 2020. november 15-én került először adásba a TV2-n.
A műsorvezető Demcsák Zsuzsa, a gazda Gáspár Zsolti.
A műsor külön érdekessége, hogy a csapatokat bemutató promo-videókban olyan ismert szinkronhangok személyesítették meg az állatokat, mint Bogdányi Titanilla, Spilák Klára, Stohl András, Csőre Gábor, Kautzky Armand és Reviczky Gábor.
A műsor háttérműsora a Farm, ahol éltünk, melyben a szereplők beszélik meg a velük történteket.
A második évadban, a műsor online riportere Novák Zalán.

## Évadok
| Évad | Évad | Versenyzők | Részek száma | Sugárzás           | Sugárzás           | Győztes               | Második helyezett | Harmadik helyezett | Műsorvezető    | Gazda         | Adó |
| Évad | Évad | Versenyzők | Részek száma | Évadbemutató       | Évadzáró           | Győztes               | Második helyezett | Harmadik helyezett | Műsorvezető    | Gazda         | Adó |
| ---- | ---- | ---------- | ------------ | ------------------ | ------------------ | --------------------- | ----------------- | ------------------ | -------------- | ------------- | --- |
|      | 1.   | 14         | 21           | 2020. november 15. | 2020. december 11. | Novák Zalán           | Kucsera Gábor     | Vasvári Vivien     | Demcsák Zsuzsa | Gáspár Zsolti |     |
|      | 2.   | 16         | 25           | 2021. november 22. | 2021. december 23. | Fehér Holló           | Buzás Dorottya    | Kammerer Zoltán    | Demcsák Zsuzsa | Gáspár Zsolti |     |
|      | 3.   | 16         | 27           | 2022. november 21. | 2022. december 28. | ifj. Schóbert Norbert | Smaltig Dalma     | Dudás Miklós       | Demcsák Zsuzsa | Gáspár Zsolti |     |
|      | 4.   | 18         | 30           | 2023. november 20. | 2023. december 29. | Szabó Simon           | Laky Zsuzsanna    | Vajda Johnny       | Demcsák Zsuzsa | Gáspár Zsolti |     |
|      | 5.   | 17         | 29           | 2025. március 9.   | 2025. április 16.  | Nagy Zsolt Leo        | Horváth Gréta     | Pumped Gabo        | Demcsák Zsuzsa | Gáspár Zsolti |     |
|      | 6.   |            |              |                    |                    |                       |                   |                    | Demcsák Zsuzsa | Gáspár Zsolti |     |

## Versenyzők
| Hely. | Évadok               | Évadok                  | Évadok                          | Évadok                                    | Évadok                     | Évadok |
| Hely. | Első (2020)          | Második (2021)          | Harmadik (2022)                 | Negyedik (2023)                           | Ötödik (2025)              | Hatodik (?) |
| ----- | -------------------- | ----------------------- | ------------------------------- | ----------------------------------------- | -------------------------- | --- |
| 1.    | Novák Zalán          | Fehér Holló             | ifj. Schóbert Norbert           | Szabó Simon                               | Nagy Zsolt Leo             | - Szabó Franciska - Szőke Zsuzsi - Horányi Juli - Sáfrány Emese - Anger Zsolt - Varga Noel - Lorenzo Tano - Young G Béci - Simor Olivér - Németh Kristóf - Iván Bence - Kriston Péter - Dér Heni - Béres Anett - Kenéz Nóra - Luna Joanna |
| 2.    | Kucsera Gábor        | Buzás Dorottya          | Smaltig Dalma                   | Laky Zsuzsanna                            | Horváth Gréta              | - Szabó Franciska - Szőke Zsuzsi - Horányi Juli - Sáfrány Emese - Anger Zsolt - Varga Noel - Lorenzo Tano - Young G Béci - Simor Olivér - Németh Kristóf - Iván Bence - Kriston Péter - Dér Heni - Béres Anett - Kenéz Nóra - Luna Joanna |
| 3.    | Vasvári Vivien       | Kammerer Zoltán         | Dudás Miklós                    | Vajda Johnny                              | Pumped Gabo                | - Szabó Franciska - Szőke Zsuzsi - Horányi Juli - Sáfrány Emese - Anger Zsolt - Varga Noel - Lorenzo Tano - Young G Béci - Simor Olivér - Németh Kristóf - Iván Bence - Kriston Péter - Dér Heni - Béres Anett - Kenéz Nóra - Luna Joanna |
| 4.    | Horváth Éva          | Gyepes Gábor Póth Diána | Csuti                           | Balogh Edina Hadas Alfréd                 | Fekete Linda Lukács Miklós | - Szabó Franciska - Szőke Zsuzsi - Horányi Juli - Sáfrány Emese - Anger Zsolt - Varga Noel - Lorenzo Tano - Young G Béci - Simor Olivér - Németh Kristóf - Iván Bence - Kriston Péter - Dér Heni - Béres Anett - Kenéz Nóra - Luna Joanna |
| 5.    | Sydney van den Bosch | Gyepes Gábor Póth Diána | Szorcsik Viktória               | Balogh Edina Hadas Alfréd                 | Fekete Linda Lukács Miklós | - Szabó Franciska - Szőke Zsuzsi - Horányi Juli - Sáfrány Emese - Anger Zsolt - Varga Noel - Lorenzo Tano - Young G Béci - Simor Olivér - Németh Kristóf - Iván Bence - Kriston Péter - Dér Heni - Béres Anett - Kenéz Nóra - Luna Joanna |
| 6.    | Terecskei Rita       | Henry Kettner           | Görgényi Fruzsina Völgyi Zsuzsi | Lakatos Levente Lissák Laura Sánta László | Aurelio Barnai Judit       | - Szabó Franciska - Szőke Zsuzsi - Horányi Juli - Sáfrány Emese - Anger Zsolt - Varga Noel - Lorenzo Tano - Young G Béci - Simor Olivér - Németh Kristóf - Iván Bence - Kriston Péter - Dér Heni - Béres Anett - Kenéz Nóra - Luna Joanna |
| 7.    | Kerényi Miklós Máté  | Nagy Noémi              | Görgényi Fruzsina Völgyi Zsuzsi | Lakatos Levente Lissák Laura Sánta László | Aurelio Barnai Judit       | - Szabó Franciska - Szőke Zsuzsi - Horányi Juli - Sáfrány Emese - Anger Zsolt - Varga Noel - Lorenzo Tano - Young G Béci - Simor Olivér - Németh Kristóf - Iván Bence - Kriston Péter - Dér Heni - Béres Anett - Kenéz Nóra - Luna Joanna |
| 8.    | Ambrus Attila        | Oláh Gergő              | Szarvas Andi                    | Lakatos Levente Lissák Laura Sánta László | Dávid Petra                | - Szabó Franciska - Szőke Zsuzsi - Horányi Juli - Sáfrány Emese - Anger Zsolt - Varga Noel - Lorenzo Tano - Young G Béci - Simor Olivér - Németh Kristóf - Iván Bence - Kriston Péter - Dér Heni - Béres Anett - Kenéz Nóra - Luna Joanna |
| 9.    | Bay Éva Vásáry André | Bódi Sylvi              | Budavári Fülöp                  | Rippel Feri                               | Kováts Gergely Csanád      | - Szabó Franciska - Szőke Zsuzsi - Horányi Juli - Sáfrány Emese - Anger Zsolt - Varga Noel - Lorenzo Tano - Young G Béci - Simor Olivér - Németh Kristóf - Iván Bence - Kriston Péter - Dér Heni - Béres Anett - Kenéz Nóra - Luna Joanna |
| 10.   | Bay Éva Vásáry André | Papadimitriu Athina     | Vajtó Lajos                     | Szabyest                                  | Fekete Pákó                | - Szabó Franciska - Szőke Zsuzsi - Horányi Juli - Sáfrány Emese - Anger Zsolt - Varga Noel - Lorenzo Tano - Young G Béci - Simor Olivér - Németh Kristóf - Iván Bence - Kriston Péter - Dér Heni - Béres Anett - Kenéz Nóra - Luna Joanna |
| 11.   | Jóni Máté            | Singh Viki              | Cooky                           | Kiss Daniella                             | Kapi Levente               | - Szabó Franciska - Szőke Zsuzsi - Horányi Juli - Sáfrány Emese - Anger Zsolt - Varga Noel - Lorenzo Tano - Young G Béci - Simor Olivér - Németh Kristóf - Iván Bence - Kriston Péter - Dér Heni - Béres Anett - Kenéz Nóra - Luna Joanna |
| 12.   | Závodi Marci         | Erdélyi Mónika          | Visváder Tamás                  | Ripli Zsuzsanna                           | Szalontai Szilvi           | - Szabó Franciska - Szőke Zsuzsi - Horányi Juli - Sáfrány Emese - Anger Zsolt - Varga Noel - Lorenzo Tano - Young G Béci - Simor Olivér - Németh Kristóf - Iván Bence - Kriston Péter - Dér Heni - Béres Anett - Kenéz Nóra - Luna Joanna |
| 13.   | Szögeczki Ági        | Szuperák Barbie         | Mischinger Péter                | Takács Zsuzska                            | Kiara Lord                 | - Szabó Franciska - Szőke Zsuzsi - Horányi Juli - Sáfrány Emese - Anger Zsolt - Varga Noel - Lorenzo Tano - Young G Béci - Simor Olivér - Németh Kristóf - Iván Bence - Kriston Péter - Dér Heni - Béres Anett - Kenéz Nóra - Luna Joanna |
| 14.   | Sebők Vilmos         | Jolly                   | Hevesi Kriszta                  | Paprika Dorina                            | Dopeman                    | - Szabó Franciska - Szőke Zsuzsi - Horányi Juli - Sáfrány Emese - Anger Zsolt - Varga Noel - Lorenzo Tano - Young G Béci - Simor Olivér - Németh Kristóf - Iván Bence - Kriston Péter - Dér Heni - Béres Anett - Kenéz Nóra - Luna Joanna |
| 15.   |                      | Heatlie Dávid           | Nyertes Zsuzsa                  | Rékasi Károly                             | MC Ducky                   | - Szabó Franciska - Szőke Zsuzsi - Horányi Juli - Sáfrány Emese - Anger Zsolt - Varga Noel - Lorenzo Tano - Young G Béci - Simor Olivér - Németh Kristóf - Iván Bence - Kriston Péter - Dér Heni - Béres Anett - Kenéz Nóra - Luna Joanna |
| 16.   |                      | Schmuck Andor           | Tuvic Aleksandra                | Polgár Tünde                              | Blága Tünde                | - Szabó Franciska - Szőke Zsuzsi - Horányi Juli - Sáfrány Emese - Anger Zsolt - Varga Noel - Lorenzo Tano - Young G Béci - Simor Olivér - Németh Kristóf - Iván Bence - Kriston Péter - Dér Heni - Béres Anett - Kenéz Nóra - Luna Joanna |
| 17.   |                      |                         |                                 | Kótai Mihály                              | Bálint Antónia             | |
| 18.   |                      |                         |                                 | Bíró Ica                                  |                            | |

## Részletes eredmények

### 1. évad
Továbbjutott a versenyző a csapatversenyek során (nyert a csapata)

     Továbbjutott a versenyző a csapatversenyek során, de vesztett a csapata

     Továbbjutott a versenyző az egyéni játékban, de utolsó előtti lett a feladatban

     Továbbjutott a versenyző az egyéni játékban

     Védett a versenyző a farmgyűlésen, így nem küldhetik párbajra

     Feladta a versenyző a játékot

     Elvesztette a párbajt a versenyző és kiesett

     A versenyzőt párbaj ellenfélnek jelölték ki a játékostársai a kiszavazáson, vagy a műsorvezetők egy feladatban, de megnyerte a párbajt (vagy nem ő vesztett)

     A versenyzőt a többi játékosok által párbajra jelölt személy hívta ki párbajra, de nyert a párbajon
| – Piros csapatban kezdett |
| – Sárga csapatban kezdett |

| #   | Versenyző            | I. Termelési verseny | II. Termelési verseny | III. Termelési verseny | IV. Termelési verseny | 12. adás     | 15. adás     | 17-18. adás  | 17-18. adás  | 18. adás     | 20. adás     | 21. adás     | 21. adás     |
| #   | Versenyző            | 3. adás              | 6. adás               | 9. adás                | 11. adás              | 12. adás     | 15. adás     | 17-18. adás  | 17-18. adás  | 18. adás     | 20. adás     | 21. adás     | 21. adás     |
| --- | -------------------- | -------------------- | --------------------- | ---------------------- | --------------------- | ------------ | ------------ | ------------ | ------------ | ------------ | ------------ | ------------ | ------------ |
| 1.  | Novák Zalán          | Továbbjutott         | Továbbjutott          | Továbbjutott           | Továbbjutott          | Továbbjutott | Védett       | Továbbjutott | Továbbjutott | Továbbjutott | Továbbjutott | Továbbjutott | Győztes      |
| 2.  | Kucsera Gábor        | Továbbjutott         | Továbbjutott          | Továbbjutott           | Továbbjutott          | Továbbjutott | Továbbjutott | Továbbjutott | Továbbjutott | Továbbjutott | Továbbjutott | Továbbjutott | 2. helyezett |
| 3.  | Vasvári Vivien       | Továbbjutott         | Továbbjutott          | Továbbjutott           | Párbajozó             | Továbbjutott | Továbbjutott | Kiesett      | Párbajozó    | Továbbjutott | Párbajozó    | 3. helyezett |              |
| 4.  | Horváth Éva          | Védett               | Továbbjutott          | Továbbjutott           | Továbbjutott          | Párbajozó    | Továbbjutott | Továbbjutott | Továbbjutott | Továbbjutott | Kiesett      |              |              |
| 5.  | Sydney van den Bosch | Párbajozó            | Továbbjutott          | Továbbjutott           | Párbajozó             | Továbbjutott | Párbajozó    | Védett       | Védett       | Kiesett      |              |              |              |
| 6.  | Terecskei Rita       | Továbbjutott         | Továbbjutott          | Továbbjutott           | Továbbjutott          | Továbbjutott | Továbbjutott | Párbajozó    | Kiesett°     |              |              |              |              |
| 7.  | Kerényi Miklós Máté  | Továbbjutott         | Továbbjutott          | Párbajozó              | Párbajozó             | Továbbjutott | Kiesett      |              |              |              |              |              |              |
| 8.  | Ambrus Attila        | Továbbjutott         | Védett                | Védett                 | Továbbjutott          | Kiesett      |              |              |              |              |              |              |              |
| 9.  | Vásáry André         | Továbbjutott         | Továbbjutott          | Továbbjutott           | Kiesett               |              |              |              |              |              |              |              |              |
| 9.  | Bay Éva              | Továbbjutott         | Továbbjutott          | Továbbjutott           | Kiesett               |              |              |              |              |              |              |              |              |
| 11. | Jóni Máté            | Továbbjutott         | Továbbjutott          | Kiesett                |                       |              |              |              |              |              |              |              |              |
| 12. | Závodi Marcel        | Továbbjutott         | Párbajozó             | Kiesett                |                       |              |              |              |              |              |              |              |              |
| 13. | Szögeczki Ágnes      | Továbbjutott         | Kiesett               |                        |                       |              |              |              |              |              |              |              |              |
| 14. | Sebők Vilmos         | Kiesett              |                       |                        |                       |              |              |              |              |              |              |              |              |

### 2. évad
Továbbjutott a versenyző a csapatversenyek során (nyert a csapata)

     Továbbjutott a versenyző a csapatversenyek során, de vesztett a csapata

     Továbbjutott a versenyző az egyéni játékban, de utolsó előtti lett a feladatban

     Továbbjutott a versenyző az egyéni játékban

     Védett a versenyző a farmgyűlésen, így nem küldhetik párbajra

     Feladta a versenyző a játékot

     Sérülés vagy betegség miatt hazaküldve

     Elvesztette a párbajt a versenyző és kiesett

     A versenyzőt párbaj ellenfélnek jelölték ki a játékostársai a kiszavazáson, vagy a műsorvezetők egy feladatban, de megnyerte a párbajt (vagy nem ő vesztett)

     A versenyzőt a többi játékosok által párbajra jelölt személy hívta ki párbajra, de nyert a párbajon
| – Jelenleg a piros csapatban |
| – Jelenleg a sárga csapatban |

| #   | Versenyző           | I. Termelési verseny | II. Termelési verseny | III. Termelési verseny | IV. Termelési verseny | V. Termelési verseny | 16. adás     | 19. adás     | 21. adás     | 22. adás     | 23. adás     | 24. adás     | 25. adás     |
| #   | Versenyző           | 4. adás              | 7. adás               | 10. adás               | 13. adás              | 15. adás             | 16. adás     | 19. adás     | 21. adás     | 22. adás     | 23. adás     | 24. adás     | 25. adás     |
| --- | ------------------- | -------------------- | --------------------- | ---------------------- | --------------------- | -------------------- | ------------ | ------------ | ------------ | ------------ | ------------ | ------------ | ------------ |
| 1.  | Fehér Holló         | Továbbjutott         | Párbajozó             | Védett                 | Továbbjutott          | Továbbjutott         | Párbajozó    | Továbbjutott | Továbbjutott | Továbbjutott | Párbajozó    | Továbbjutott | Győztes      |
| 2.  | Buzás Dorottya      | Továbbjutott         | Továbbjutott          | Továbbjutott           | Párbajozó             | Továbbjutott         | Továbbjutott | Továbbjutott | Továbbjutott | Továbbjutott | Továbbjutott | Továbbjutott | 2. helyezett |
| 3.  | Kammerer Zoltán     | Továbbjutott         | Védett                | Továbbjutott           | Továbbjutott          | Továbbjutott         | Továbbjutott | Védett       | Továbbjutott | Párbajozó    | Továbbjutott | 3. helyezett |              |
| 4.  | Gyepes Gábor        | Párbajozó            | Továbbjutott          | Továbbjutott           | Továbbjutott          | Kiesett              | Továbbjutott | Párbajozó    | Védett       | Védett       | Kiesett      |              |              |
| 4.  | Póth Diána          | Továbbjutott         | Továbbjutott          | Párbajozó              | Továbbjutott          | Továbbjutott         | Továbbjutott | Továbbjutott | Továbbjutott | Továbbjutott | Kiesett      |              |              |
| 5.  | Henry Kettner       | Védett               | Továbbjutott          | Továbbjutott           | Védett                | Továbbjutott         | Továbbjutott | Továbbjutott | Továbbjutott | Kiesett      |              |              |              |
| 6.  | Nagy Noémi          | Továbbjutott         | Továbbjutott          | Továbbjutott           | Továbbjutott          | Továbbjutott         | Védett       | Továbbjutott | Kiesett      |              |              |              |              |
| 7.  | Oláh Gergő          | Továbbjutott         | Továbbjutott          | Továbbjutott           | Továbbjutott          | Továbbjutott         | Továbbjutott | Kiesett      |              |              |              |              |              |
| 8.  | Bódi Sylvi          | Továbbjutott         | Továbbjutott          | Továbbjutott           | Továbbjutott          | Továbbjutott         | Kiesett      |              |              |              |              |              |              |
| 9.  | Papadimitriu Athina | Továbbjutott         | Továbbjutott          | Továbbjutott           | Továbbjutott          | Kiesett              |              |              |              |              |              |              |              |
| 10. | Singh Viki          | Továbbjutott         | Továbbjutott          | Továbbjutott           | Kiesett               |                      |              |              |              |              |              |              |              |
| 11. | Erdélyi Mónika      | Továbbjutott         | Továbbjutott          | Kiesett                |                       |                      |              |              |              |              |              |              |              |
| 12. | Szuperák Barbi      | Továbbjutott         | Továbbjutott          | Kiesett                |                       |                      |              |              |              |              |              |              |              |
| 13. | Jolly               | Továbbjutott         | Kiesett               |                        |                       |                      |              |              |              |              |              |              |              |
| 14. | Heatlie Dávid       | Kiesett              |                       |                        |                       |                      |              |              |              |              |              |              |              |
| 15. | Schmuck Andor       | Kiesett              |                       |                        |                       |                      |              |              |              |              |              |              |              |

### 3. évad
Továbbjutott a versenyző a csapatversenyek során (nyert a csapata)

     Továbbjutott a versenyző a csapatversenyek során, de vesztett a csapata

     Továbbjutott a versenyző az egyéni játékban

     Védett a versenyző a farmgyűlésen, így nem küldhetik párbajra

     Feladta a versenyző a játékot

     Elvesztette a párbajt a versenyző és kiesett

     Párbaj nélkül esett ki

     A versenyzőt párbaj ellenfélnek jelölték ki a játékostársai a kiszavazáson, vagy a műsorvezetők egy feladatban, de megnyerte a párbajt (vagy nem ő vesztett)

     A versenyzőt a többi játékosok által párbajra jelölt személy hívta ki párbajra, de nyert a párbajon
| – Jelenleg a piros csapatban |
| – Jelenleg a sárga csapatban |

| #   | Versenyző             | I. Termelési verseny | II. Termelési verseny | III. Termelési verseny | IV. Termelési verseny | V. Termelési verseny | 16. adás     | 19. adás     | 22. adás     | 24. adás     | 25. adás     | 26. adás     | 27. adás     |
| #   | Versenyző             | 4. adás              | 7. adás               | 10. adás               | 13. adás              | 15. adás             | 16. adás     | 19. adás     | 22. adás     | 24. adás     | 25. adás     | 26. adás     | 27. adás     |
| --- | --------------------- | -------------------- | --------------------- | ---------------------- | --------------------- | -------------------- | ------------ | ------------ | ------------ | ------------ | ------------ | ------------ | ------------ |
| 1.  | ifj. Schóbert Norbert | Továbbjutott         | Továbbjutott          | Továbbjutott           | Továbbjutott          | Továbbjutott         | Továbbjutott | Továbbjutott | Továbbjutott | Párbajozó    | Továbbjutott | Továbbjutott | Győztes      |
| 2.  | Smaltig Dalma         | Továbbjutott         | Továbbjutott          | Továbbjutott           | Továbbjutott          | Párbajozó            | Továbbjutott | Továbbjutott | Továbbjutott | Párbajozó    | Továbbjutott | Továbbjutott | 2. helyezett |
| 3.  | Dudás Miklós          | Továbbjutott         | Védett                | Továbbjutott           | Továbbjutott          | Továbbjutott         | Párbajozó    | Védett       | Továbbjutott | Párbajozó    | Párbajozó    | 3. helyezett |              |
| 4.  | Szabó András Csuti    | Védett               | Továbbjutott          | Párbajozó              | Továbbjutott          | Párbajozó            | Továbbjutott | Továbbjutott | Továbbjutott | Továbbjutott | Kiesett      |              |              |
| 5.  | Szorcsik Viktória     | Továbbjutott         | Párbajozó             | Továbbjutott           | Párbajozó             | Párbajozó            | Továbbjutott | Továbbjutott | Továbbjutott | Továbbjutott | Kiesett      |              |              |
| 6.  | Görgényi Fruzsina     | Párbajozó            | Továbbjutott          | Továbbjutott           | Továbbjutott          | Továbbjutott         | Továbbjutott | Továbbjutott | Védett       | Kiesett      |              |              |              |
| 6.  | Völgyi Zsuzsi         | Továbbjutott         | Továbbjutott          | Továbbjutott           | Továbbjutott          | Párbajozó            | Továbbjutott | Párbajozó    | Párbajozó    | Kiesett      |              |              |              |
| 8.  | Szarvas Andi          | Továbbjutott         | Továbbjutott          | Továbbjutott           | Továbbjutott          | Továbbjutott         | Továbbjutott | Továbbjutott | Kiesett      |              |              |              |              |
| 9.  | Budavári Fülöp        | Továbbjutott         | Továbbjutott          | Továbbjutott           | Védett                | Továbbjutott         | Továbbjutott | Kiesett      |              |              |              |              |              |
| 10. | Vajtó Lajos           | Továbbjutott         | Továbbjutott          | Továbbjutott           | Továbbjutott          | Párbajozó            | Kiesett      |              |              |              |              |              |              |
| 11. | Cooky                 | Továbbjutott         | Továbbjutott          | Továbbjutott           | Továbbjutott          | Kiesett              |              |              |              |              |              |              |              |
| 12. | Visváder Tamás        | Továbbjutott         | Továbbjutott          | Védett                 | Továbbjutott          | Kiesett              |              |              |              |              |              |              |              |
| 13. | Mischinger Péter      | Továbbjutott         | Továbbjutott          | Továbbjutott           | Kiesett               |                      |              |              |              |              |              |              |              |
| 14. | Hevesi Kriszta        | Továbbjutott         | Továbbjutott          | Kiesett                |                       |                      |              |              |              |              |              |              |              |
| 15. | Nyertes Zsuzsa        | Továbbjutott         | Kiesett               |                        |                       |                      |              |              |              |              |              |              |              |
| 16. | Tuvic Aleksandra      | Kiesett              |                       |                        |                       |                      |              |              |              |              |              |              |              |

### 4. évad
Továbbjutott a versenyző a csapatversenyek során (nyert a csapata)

     Továbbjutott a versenyző a csapatversenyek során, de vesztett a csapata

     Továbbjutott a versenyző az egyéni játékban

     Védett a versenyző a farmgyűlésen, így nem küldhetik párbajra

     Feladta a versenyző a játékot

     Sérülés vagy betegség miatt hazaküldve

     Elvesztette a párbajt a versenyző és kiesett

     Párbaj nélkül esett ki

     A versenyzőt párbaj ellenfélnek jelölték ki a játékostársai a kiszavazáson, vagy a műsorvezetők egy feladatban, de megnyerte a párbajt (vagy nem ő vesztett)

     A versenyzőt a többi játékosok által párbajra jelölt személy hívta ki párbajra, de nyert a párbajon
| – Jelenleg a piros csapatban |
| – Jelenleg a sárga csapatban |

| #   | Versenyző       | I. Termelési verseny | II. Termelési verseny | III. Termelési verseny | IV. Termelési verseny | V. Termelési verseny | VI. Termelési verseny | 24. adás     | 27. adás     | 28. adás     | 29. adás     | 30. adás     | 30. adás     |
| #   | Versenyző       | 5. adás              | 9. adás               | 13. adás               | 17. adás              | 21. adás             | 23. adás              | 24. adás     | 27. adás     | 28. adás     | 29. adás     | 30. adás     | 30. adás     |
| --- | --------------- | -------------------- | --------------------- | ---------------------- | --------------------- | -------------------- | --------------------- | ------------ | ------------ | ------------ | ------------ | ------------ | ------------ |
| 1.  | Szabó Simon     | Továbbjutott         | Továbbjutott          | Továbbjutott           | Továbbjutott          | Továbbjutott         | Párbajozó             | Továbbjutott | Továbbjutott | Párbajozó    | Párbajozó    | Továbbjutott | Győztes      |
| 2.  | Laky Zsuzsanna  | Nem szerepelt        | Nem szerepelt         | Továbbjutott           | Továbbjutott          | Továbbjutott         | Továbbjutott          | Továbbjutott | Továbbjutott | Továbbjutott | Továbbjutott | Továbbjutott | 2. helyezett |
| 3.  | Vajda Johnny    | Továbbjutott         | Továbbjutott          | Továbbjutott           | Védett                | Védett               | Párbajozó             | Továbbjutott | Párbajozó    | Továbbjutott | Továbbjutott | 3. helyezett |              |
| 4.  | Balogh Edina    | Továbbjutott         | Továbbjutott          | Továbbjutott           | Továbbjutott          | Továbbjutott         | Párbajozó             | Továbbjutott | Továbbjutott | Párbajozó    | Kiesett      |              |              |
| 4.  | Hadas Alfréd    | Nem szerepelt        | Nem szerepelt         | Védett                 | Továbbjutott          | Továbbjutott         | Párbajozó             | Továbbjutott | Továbbjutott | Továbbjutott | Kiesett      |              |              |
| 6.  | Lakatos Levente | Továbbjutott         | Továbbjutott          | Továbbjutott           | Továbbjutott          | Továbbjutott         | Párbajozó             | Továbbjutott | Továbbjutott | Kiesett      |              |              |              |
| 6.  | Lissák Laura    | Továbbjutott         | Továbbjutott          | Továbbjutott           | Továbbjutott          | Továbbjutott         | Továbbjutott          | Továbbjutott | Továbbjutott | Kiesett      |              |              |              |
| 6.  | Sánta László    | Továbbjutott         | Továbbjutott          | Párbajozó              | Továbbjutott          | Továbbjutott         | Továbbjutott          | Továbbjutott | Védett       | Kiesett      |              |              |              |
| 9.  | Rippel Feri     | Továbbjutott         | Védett                | Továbbjutott           | Továbbjutott          | Továbbjutott         | Továbbjutott          | Párbajozó    | Kiesett      |              |              |              |              |
| 10. | Szabyest        | Továbbjutott         | Továbbjutott          | Továbbjutott           | Párbajozó             | Továbbjutott         | Továbbjutott          | Kiesett      |              |              |              |              |              |
| 11. | Kiss Daniella   | Párbajozó            | Továbbjutott          | Továbbjutott           | Továbbjutott          | Párbajozó            | Kiesett               |              |              |              |              |              |              |
| 12. | Ripli Zsuzsanna | Védett               | Továbbjutott          | Továbbjutott           | Továbbjutott          | Kiesett              |                       |              |              |              |              |              |              |
| 13. | Takács Zsuzska  | Továbbjutott         | Továbbjutott          | Továbbjutott           | Kiesett               |                      |                       |              |              |              |              |              |              |
| 14. | Paprika Dorina  | Továbbjutott         | Párbajozó             | Kiesett                |                       |                      |                       |              |              |              |              |              |              |
| 15. | Rékasi Károly   | Továbbjutott         | Továbbjutott          | Kiesett                |                       |                      |                       |              |              |              |              |              |              |
| 16. | Polgár Tünde    | Továbbjutott         | Kiesett               |                        |                       |                      |                       |              |              |              |              |              |              |
| 17. | Kótai Mihály    | Továbbjutott         | Kiesett               |                        |                       |                      |                       |              |              |              |              |              |              |
| 18. | Bíró Ica        | Kiesett              |                       |                        |                       |                      |                       |              |              |              |              |              |              |